# Georgetown, Quận Price, Wisconsin
Georgetown là một thị trấn thuộc quận Price, tiểu bang Wisconsin, Hoa Kỳ. Năm 2010, dân số của thị trấn này là 162 người.